# لی وان (بازیگر)
این یک نام کره‌ای است؛ نام خانوادگی کیم است.  بر روی صحنه یا به صورت مستعار با  نام خانوادگی لی شناخته‌ می‌شود.
لی وان (کره‌ای: 이완؛ زادهٔ کیم هیونگ سو در ۳ ژانویه ۱۹۸۴) بازیگر اهل کره جنوبی است.

## زندگی شخصی
در ۲۷ نوامبر ۲۰۱۸، آژانس لی وان تأیید کرد که او با لی بو می، بازیکن گلف حرفه‌ای قرار می‌گذارد. این زوج در ۲۸ دسامبر ۲۰۱۹، در یک مراسم خصوصی در یک کلیسای کاتولیک با حضور خانواده‌هاشان ازدواج کردند.